# LORRI

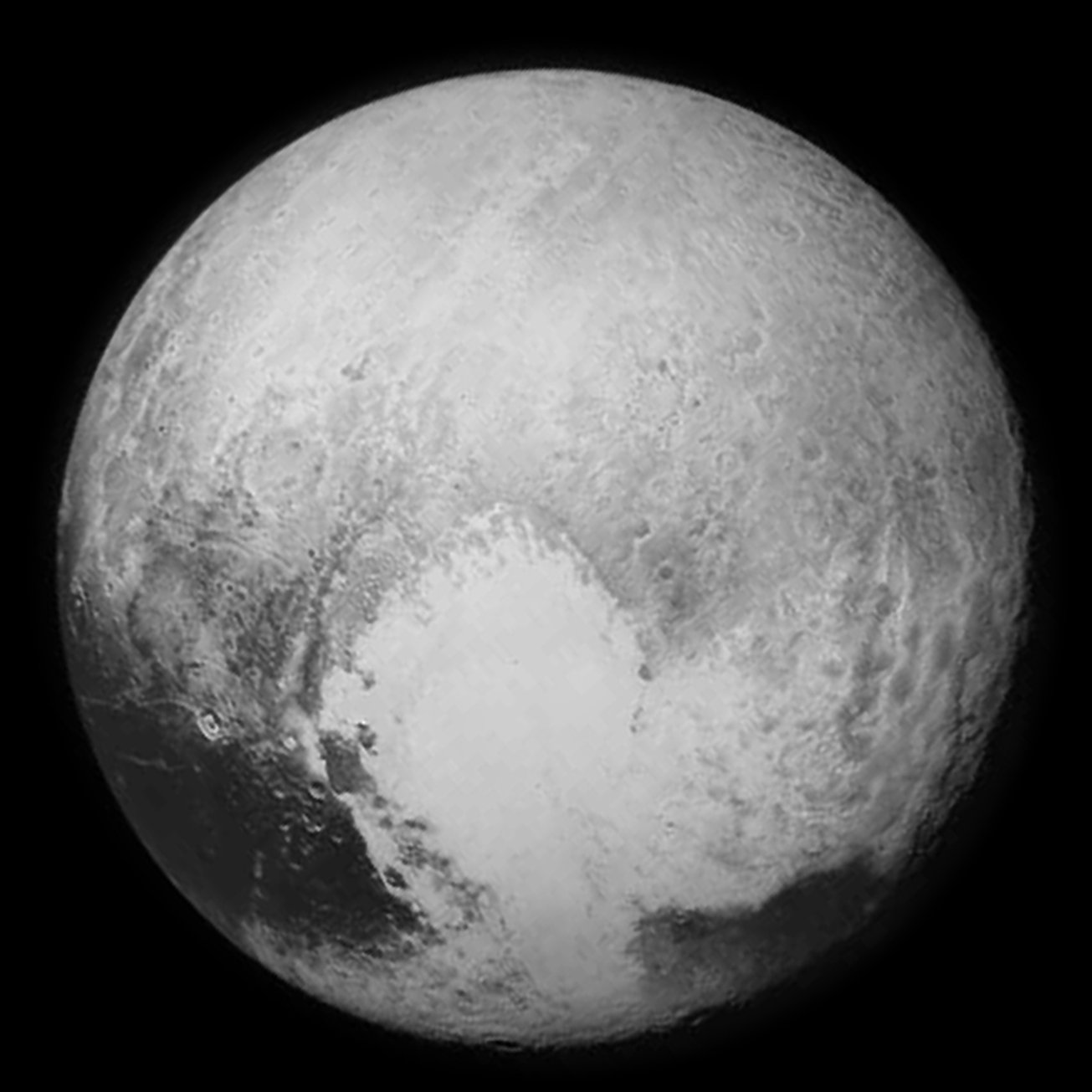
LORRI uchwycił ten panchromatyczny obraz Plutona 13 lipca 2015, gdy znajdował się prawie pół miliona mil od tej planetoidy

Long Range Reconnaissance Imager (LORRI) – teleskop na pokładzie statku kosmicznego New Horizons do wykonywania zdjęć w wysokiej rozdzielczości. Podczas przelotu obok Jowisza, LORRI sfotografował gazowego olbrzyma oraz i jego księżyce, a następnie wykonał zdjęcia Plutona i jego księżyców. LORRI jest teleskopem zwierciadlanym Ritcheya-Chrétiena. Średnica zwierciadła głównego wynosi 20,8 cm. Zdjęcia są robione za pomocą matrycy CCD przechwytującej dane o rozdzielczości 1024 × 1024 pikseli. Jest teleskopowym obrazem panchromatycznym umieszczonym na pokładzie New Horizons i jest jednym z siedmiu głównych instrumentów naukowych tej sondy. Nie ma żadnych ruchomych części, zatem nakierowywanie teleskopu na konkretny obiekt następuje przez zmianę pozycji całej sondy. Ma wąskie pole widzenia, poniżej 1/3 stopnia.

## Operacje

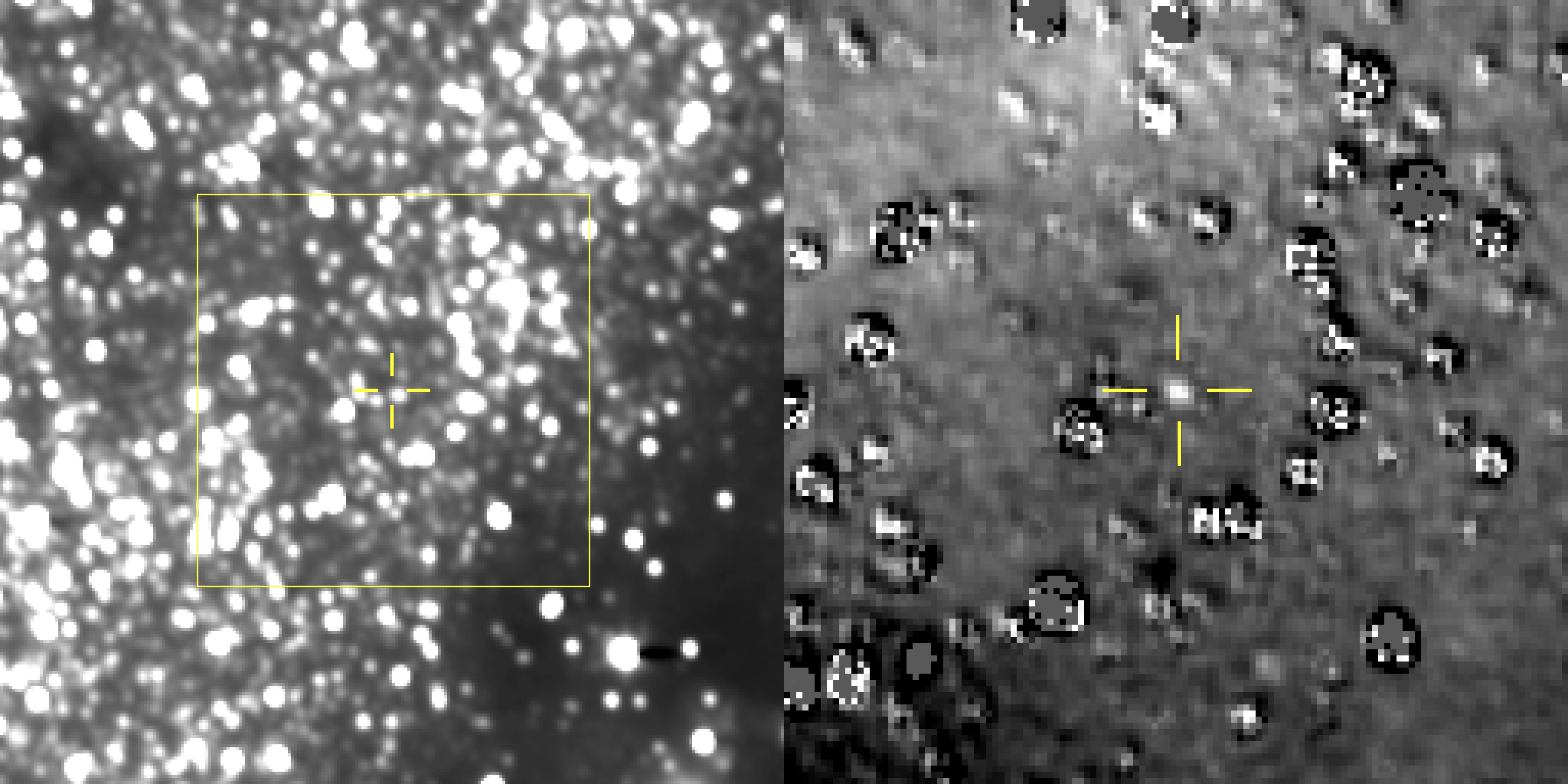
Pierwsze zdjęcie Arrokoth wykonane przez LORRI 16 sierpnia 2018. Po lewej: obraz surowy, z gwiazdami w tle. Po prawej: obraz obrobiony w celu usunięcia gwiazd w tle

Obrazowanie dalekiego zasięgu (animowane) obiektu 50000 Quaoar

LORRI zastosowano do obliczenia albedo dla Plutona i Charona. Przyrząd ten służy również do nawigacji, szczególnie w celu dokładniejszego określenia położenia celu obok którego ma nastąpić przelot sondy. W 2018 sonda New Horizons wykorzystała dane nawigacyjne LORRI do planowanego przelotu obok planetoidy Arrokoth w ciągu kilku miesięcy.
Podczas lotu w stronę Jowisza dane LORRI wykorzystano również do ustalenia wartości dla kosmicznego tła optycznego jako alternatywy dla innych metod. Gdy sonda była w pobliżu gazowego olbrzyma, LORRI wykorzystano do szeroko zakrojonej kampanii obserwacyjnej atmosfery, pierścieni i księżyców Jowisza.
29 sierpnia 2006 osłona LORRI została zdjęta i teleskop miał swoje pierwsze światło – wykonano wówczas zdjęcie w rejonie galaktyki Messier 7 (znanej jako Gromada Ptolemeusza). W następnym roku, kiedy sonda przeleciała obok Jowisza w celu uzyskania asysty grawitacyjnej, wykorzystano LORRI do zrobienia zdjęć Jowisza i jego księżyców. Przyrząd ten sfotografował także system Jowisza w 2010, w ramach corocznych testów potwierdzających działanie LORRI, robiąc zdjęcia z odległości około 16 AU.
W 2015 LORRI wykorzystano do zobrazowania Plutona przed i podczas przelotu. W grudniu 2017 roku, przyrząd wykonał zdjęcie, znajdujące się w większej odległości od Ziemi niż sonda Voyager 1, w chwili wykonania słynnego zdjęcia Pale Blue Dot (LORRI wykonał zdjęcie gromady NGC 3532.) Zdjęcie tej gromady, wykonane w maju 1990 r. było także pierwszym światłem kamery WFPC na pokładzie Kosmicznego Teleskopu Hubble’a.

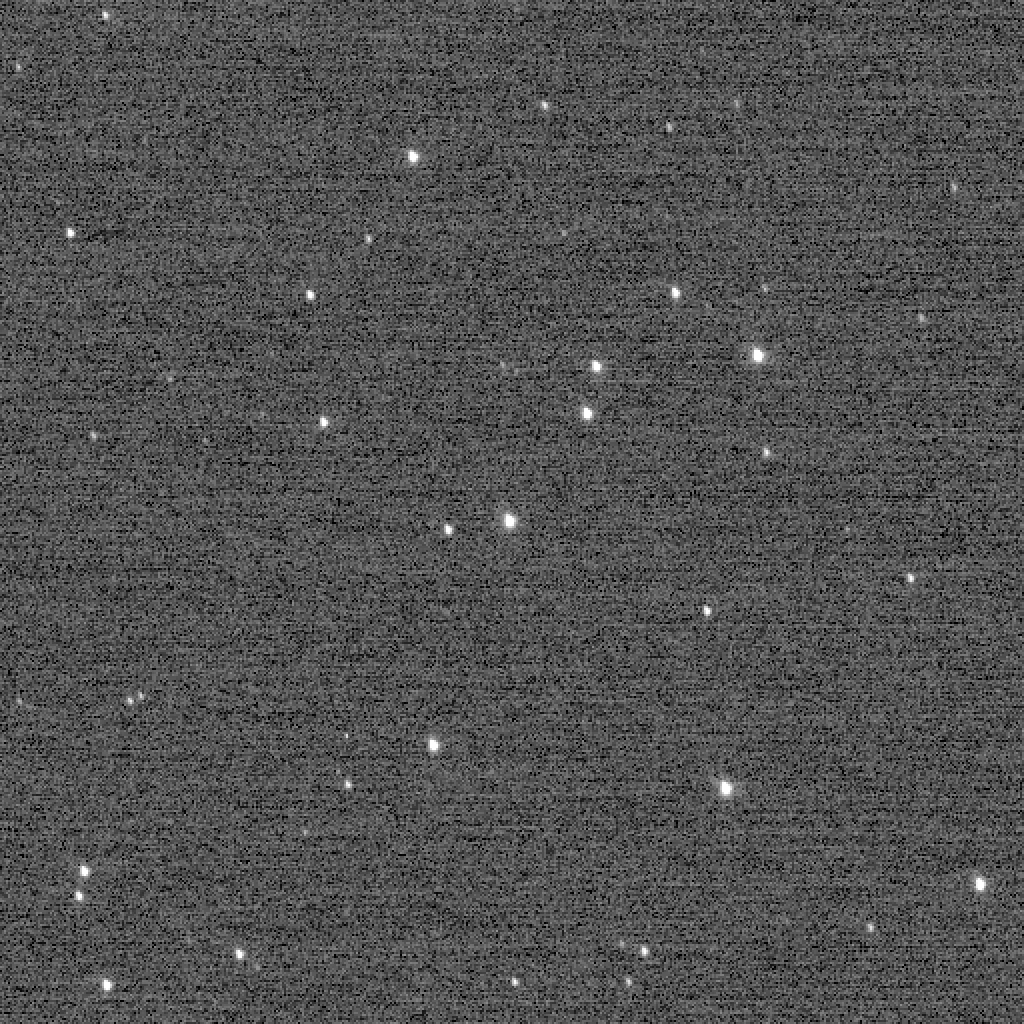
To zdjęcie wykonane przez LORRI 5 grudnia 2017 pobiło rekord zdjęcia wykonanego w największej odległości od Ziemi, bijąc tym samym rekord zdjęcia Pale Blue Dot, wykonanego przez Voyagera 1

W sierpniu 2018 LORRI był w stanie wykryć planetoidę Arrokoth w odległości około 161 mln kilometrów.
Obszerny zestaw zdjęć Arrokotha wykonanych w okresie od sierpnia do grudnia 2018 był analizowany przez kilkunastoosobowy zespół ds. obserwacji zagrożeń New Horizons. Po kilku tygodniach prac nad poszukiwaniem pierścieni, małych księżyców i innych potencjalnych zagrożeń wokół Arrokotha zespół wyraził zgodę aby statek kosmiczny mógł przelecieć w odległości 3500 km od tej planetoidy.
W nocy 24 grudnia 2018 LORRI został użyty do zrobienia zdjęć rozpoznawczych Arrokotha w odległości 10 mln kilometrów. Wykonano trzy zdjęcia, każde z półsekundowym czasem ekspozycji, w rozdzielczości 1024 × 1024 pikseli.

## Dane techniczne

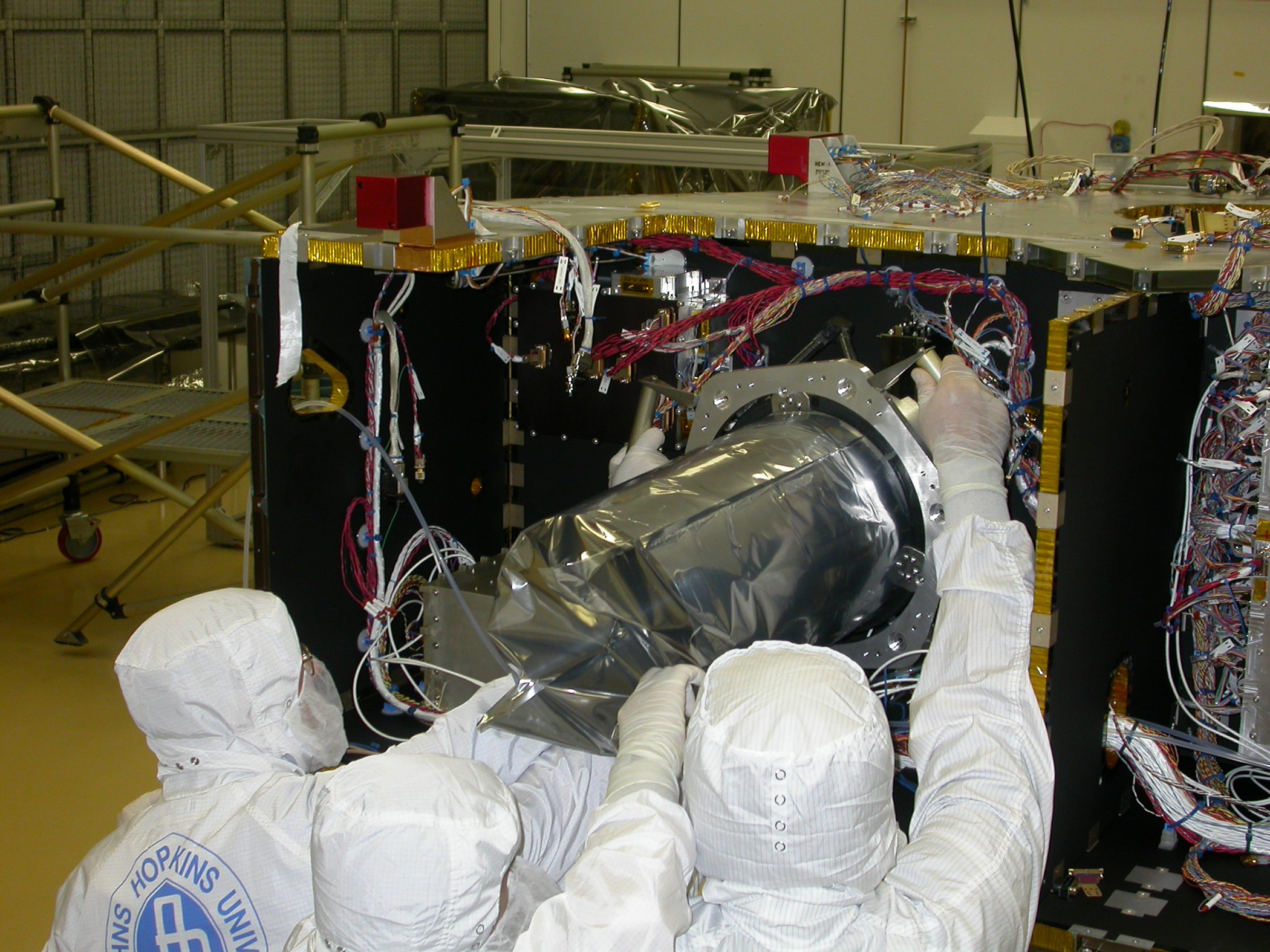
LORRI instalowany na pokładzie sondy w 2004

LORRI może wykonywać czarno-białe zdjęcia celów astronomicznych.
- Styl teleskopu: Ritchey-Chrétien
- Apertura: 208 mm
  - f / 12,6
  - Efektywna ogniskowa 2630 mm[3]
  - Substancja lustrzana: węglik krzemu
- Masa: 8,8 kg
- Średnie zużycie energii elektrycznej: 5,8 W
- Pole widzenia: 0,29 stopnia
- Rozdzielczość: 4,95 μrad px
- Pasmo przenoszenia: od około 350 do 850 nm
- Temperatura pracy: od 148 K do 313 K[18]
- Czujnik: E2V Technologies CCD47-20 i urządzenia analogowe AD9807 ADC[19][20]
  - Podświetlana matryca CCD z transferem ramek
  - Rozmiar: 13,3 × 13,3 mm
  - Rozmiar piksela: natywny rozmiar 13 × 13 μm (możliwy binning 4 × 4 px)
  - 1024 × 1024 aktywnych pikseli
  - 12 bitów ADC

Zwierciadło wykonane jest z węgliku krzemu, który pomógł w spełnieniu wymagań termicznych projektu.
Detektor jest cienkim, podświetlanym od tyłu urządzeniem sprzężonym z ładunkiem i rejestruje 1024 × 1024 pikseli przy różnych ustawieniach ekspozycji. LORRI może robić jedno zdjęcie na sekundę i przechowywać je cyfrowo jako obraz 12-bitowy, z kompresją bezstratną lub stratną. (Zob. Kompresja danych)
LORRI zawiera soczewkę spłaszczającą pole z trzema elementami.
Zaprojektowano ją w taki sposób, aby mogła robić zdjęcia przy bardzo niskim poziomie światła, jaki jest w pobliżu Plutona (ok. 1/900 poziomu natężenia światła na Ziemi). Na potrzeby przelotu obok Arrokotha zwiększono najdłuższy czas naświetlania, który w przypadku przelotu obok Plutona wynosił dziesięć sekund. Zostało to wykonane przez zespół po przelocie sondy obok Plutona, aby wspierać robienie zdjęć w jeszcze niższych poziomach oświetlenia.
Po zakończeniu misji badań Plutona możliwe było ustawienie czasów ekspozycji wynoszących co najmniej 30 sekund, co było również przydatne do robienia zdjęć zwiadowczych i umożliwiania obrazowania obiektów o jasności do 21 mag.
LORRI jest ustawiany przez zmianę pozycji całego statku kosmicznego, co ogranicza czas ekspozycji. Statek kosmiczny jest stabilizowany przez silniki korygujące kurs.
| Przykłady          |                             |                      |
| Przykład przyrządu | Pasmo długości fali         | Apertura             |
| Ludzkie oko        | 400–700 nm (w przybliżeniu) | 0,6 cm               |
| LORRI              | 350 – 850 nm                | 20,8 cm              |
| Alice              | 70–205 nm                   | dwa; 40 × 40 mm 1 mm |

## System Jowisza
Podczas przelotu obok Jowisza, w lutym 2007, zaobserwowano układ Jowisza za pomocą LORRI i innych instrumentów.
Zdjęcia księżyców galileuszowych:

## Pluton
Dzięki mocy teleskopu LORRI był w stanie uchwycić obrazy Plutona i jego księżyców, oferując bliższe widoki w miarę zbliżania się statku kosmicznego do tej planety karłowatej.

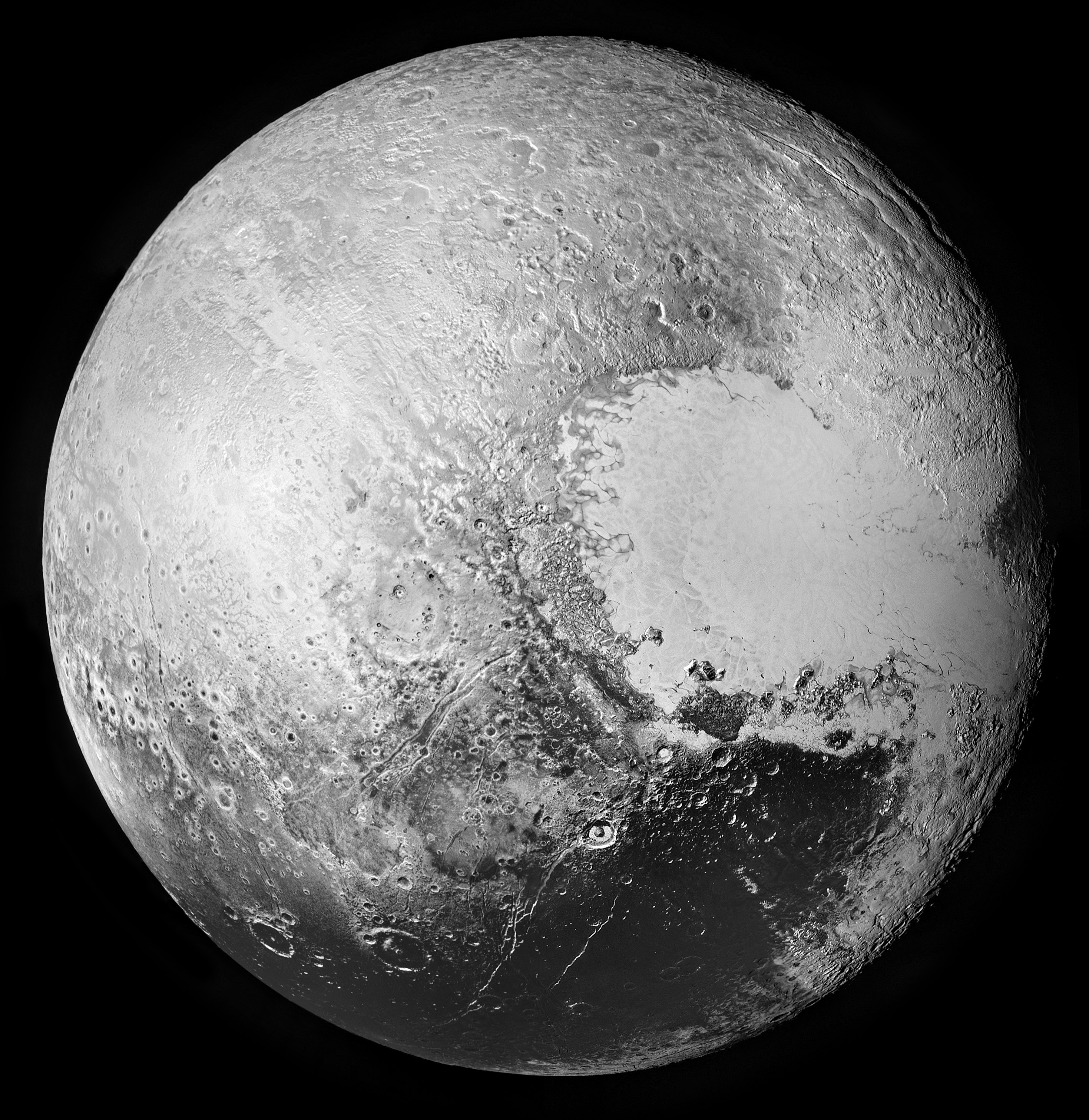
Kilka zdjęć z LORRI skomponowanych razem

## Charon

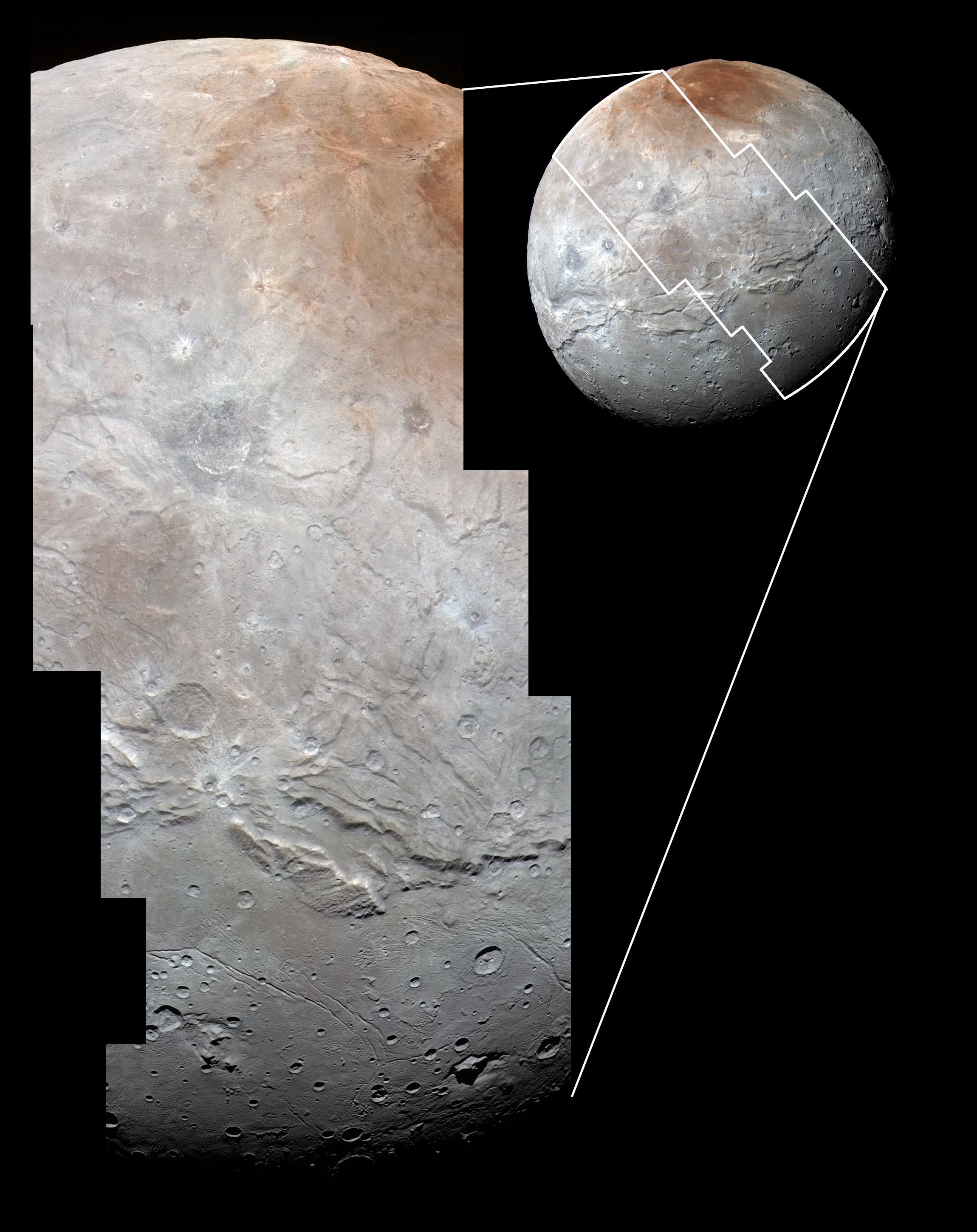
Połączenie danych LORRI i Ralph Charona w 2015

## 15810 Arawn
W 2016 sonda New Horizons zaobserwowała obiekt pasa Kuipera, 15810 Arawn (zob. zdjęcie poniżej).

KBO 15810 Arawn – zdjęcie wykonane przez New Horizons w kwietniu 2016

### Widoki z dużej odległości

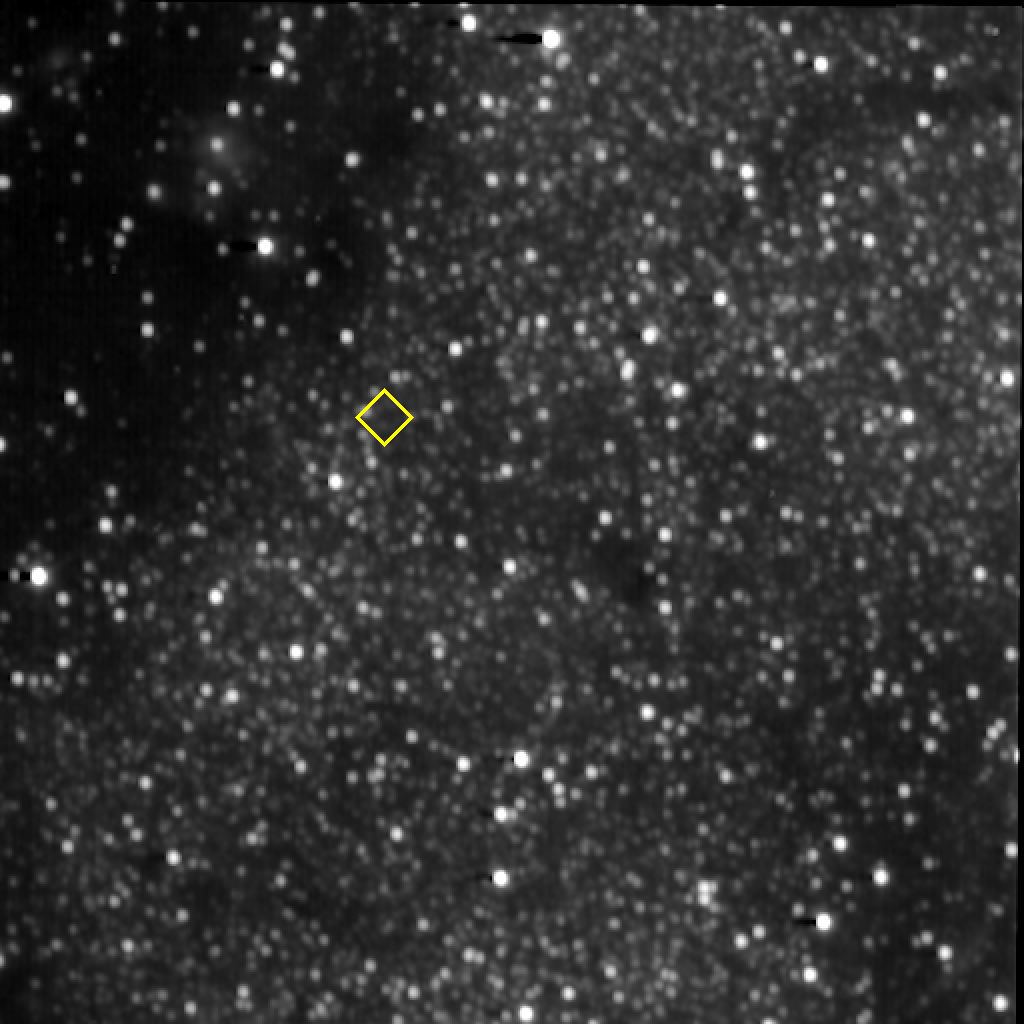
Zdjęcie LORRI 486958 Arrokoth z lipca 2017

Arrokoth wśród gwiazd Strzelca, zobrazowany przez New Horizons pod koniec 2018 roku. Jego pozorna wielkość obserwowana z perspektywy sondy spadła z 20 do 15.

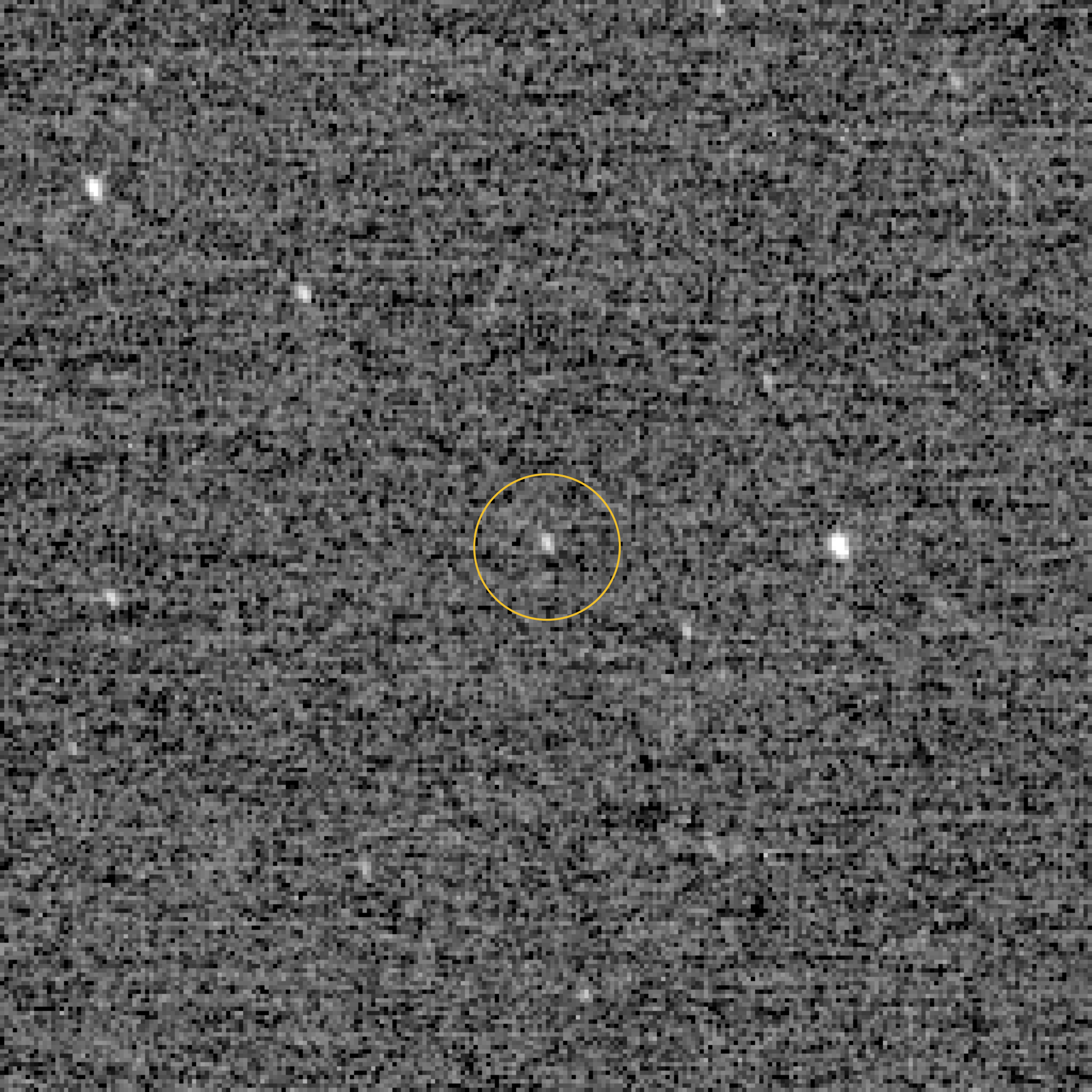
Arrokoth oglądany 24 grudnia 2018 przez LORRI

## Najdokładniejsze zdjęcia Plutona
Ponieważ LORRI miał największe powiększenie instrumentów, uchwycił najbliższe widoki terenu Plutona podczas przelotu.

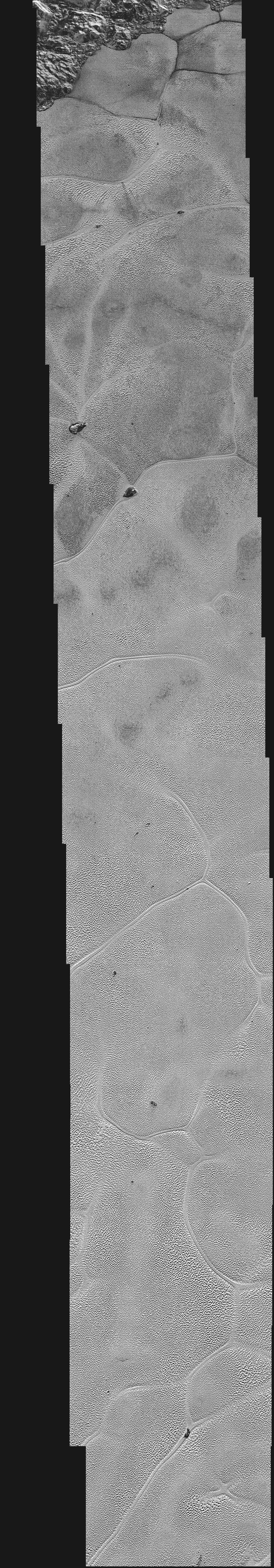
To zdjęcie zrobione przez LORRI jest jednym z widoków o najwyższej rozdzielczości powierzchni Plutona podczas przelotu. Zarejestrowano obszar o szerokości 80 kilometrów i długości ponad 700 kilometrów